# 기후변화에 대한 과학적 합의

관측 시점으로부터 지구의 평균 온도가 얼마나 상승했는지를 나타낸 그래프. 여러 과학 기관에서 수집한 전 세계 평균 기온 데이터는 지구 온난화의 진행과 그 정도에 대해 상당히 일치하는 결과를 보여준다. 1880년부터의 네 개 장기 데이터셋 간 쌍별 상관계수는 최소 99.29%에 이른다.

지구는 산업 혁명이 시작된 이래 지속적으로 따뜻해지고 있다는 것과 최근의 온난화 속도는 전례 없는 수준이라는 것, 그리고 인간의 활동에 의한 대기 중 이산화탄소(CO2)의 증가가 온난화의 주 원인이라는 점에 과학계는 거의 만장일치로 동의한다. 온난화를 일으키는 인간 활동으로는 화석 연료 연소, 시멘트 생산, 탈산림화 등이 있으며, 메탄 및 아산화 질소 등의 온실 가스도 온난화의 주 원인 중 하나다.  인간이 기후 위기에 영향을 미친다는 점은 명백하며, 논쟁의 여지가 없는 것으로 여겨진다.
대부분 기후학자들은 인간이 기후 변화를 일으키고 있다고 말한다. 기후 변화에 대한 과학계의 합의 정도 과학 문헌에서의 설문에서도 잘 나타난다. 2019년 과학 논문 리뷰에서는 기후 변화의 원인에 대한 합의가 100%인 것으로 나타났으며, 2021년 연구에서는 99% 이상의 과학 논문이 인간이 기후 변화의 원인이라는  동의한다는 결론을 내렸다. 동의하지 않은 소수의 논문에서는 종종 오류가 포함되어 있거나 되풀이 불가능했다.
모든 주요 선진국의 국립 과학 아카데미는 인간의 활동이 지구 온난화의 주요 원인이라고 인정하였다. 과학 문헌은 최근 수십 년 동안 지구의 표면 온도가 증가했으며 이러한 추세는 인간이 유발한 온실가스 배출로 인한 결과라는 데에 이견이 없다. 국내 또는 국제적으로 인정받는 어떤 과학 단체도 이 견해에 반대하지 않는다. 일부 사람들 및 단체는 기후 변화가 거짓이라거나, 기후 변화는 사실이지만 인간의 활동이 주요 영향이 아니라는 등의 주장을 하며 과학계의 합의를 부정하기도 한다.

## 같이 보기
- 기후 변화 부정
- 기후변화에 관한 논란